# Avenida Olazábal
La avenida Olazábal es una arteria vial de la Ciudad de Buenos Aires, Argentina.

## Recorrido
La Avenida Olazábal empieza desde la calle Dragones, en el barrio de Belgrano. Luego, en la calle Naon, se adentra en el barrio de Villa Urquiza. Finalmente llega a la Avenida de Los Constituyentes.

## Túnel Olazábal
En el año 2013 se habilta un viaducto bajo tierra para cruzar las vías del Ferrocarril Bartolomé Mitre.

## Cruces importantes y lugares de referencia
- 1.500 Avenida del Libertador
- 2.400 Avenida Cabildo
- 2.900 Avenida Cramer
- 3.000 Avenida Ricardo Balbín
- 4.700 Avenida Álvarez Thomas
- 4.900 Avenida Triunvirato
- 5.900 Avenida de los Consituyentes